# Graffiti (série documentaire)
Pour les articles homonymes, voir Graffiti (homonymie).
Pour l’article ayant un titre homophone, voir Graphiti.
Graffiti est une série documentaire présentant l'histoire mondiale de la seconde partie du XXe siècle (de 1949 à 1999) vue à travers les images d'archives de la télévision française : actualités, chansons, émission de variétés, de jeux, etc.
Réalisée par Gérard Jourd'hui et Anna Ruiz, elle est animée par Pierre Lescure et Dominique Besnehard, qui - à partir de Graffiti 60 - accueillent sur le plateau de nombreux artistes et journalistes de l'époque apportant leurs témoignages.

## Fiche technique
- Producteur[2] : Gaëlle Gire, JM Productions, Gérard Jourd'hui.
- Producteur associé[2] : Christiane Graziani, INA.
- Réalisateurs[2] : Gérard Jourd'hui, Anna Ruiz.
- Témoignages recueillis par[2] : Dominique Besnehard, Pierre Lescure, Chantal Van Tri, Gérard Jourd'hui.
- Documentaliste[2] : Véronique Lambert de Guise.
- Directrice de production[2] : Stella Gregorz Quef.
- Coproduction[2] : Jourd'hui Mitchell Productions / INA Entreprise, France 5 et la participation de France 2.

## Épisodes

### Graffiti 50
- Épisode 1 : À vous Cognacq-Jay, à vous les studios (1949-1951)
- Épisode 2 : Les vacances de Monsieur De Gaulle (1952-1954)
- Épisode 3 : Bip, bip, bip (1955-1957)
- Épisode 4 : Tout à un franc... lourd (1958-1960)

### Graffiti 60
- Épisode 1 : 1ère partie (1959-1961)[3]
- Épisode 2 : 2ème partie (1962-1964)
- Épisode 3 : 3ème partie (1965-1966)
- Épisode 4 : 4ème partie (1967-1968)

### Graffiti 70
- Épisode 1 : Pom pom pom pom Pompidou (1969-1973)
- Épisode 2 : Vous n'avez pas le monopole du cœur (1974-1976)
- Épisode 3 : L'accord, l'accordéoniste (1977-1978)
- Épisode 4 : L'air des bijoux (1979-1981)

### Graffiti 80
- Épisode 1 : Le premier salon du changement (1981-1983)
- Épisode 2 : Coulez le Rainbow Warrior (1984-1985)
- Épisode 3 : Touche pas à mon poste (1986-1987)
- Épisode 4 : A l'Est du nouveau (1988-1989)

### Graffiti 90
- Épisode 1 : Pour un oui ou pour un non (1989-1992)
- Épisode 2 : Mangez des pommes (1993-1995)
- Épisode 3 : France 1, Chirac 0 (1996-1997)
- Épisode 4 : Le bug de l'an 2000 n'aura pas lieu (1998-1999)

## Invités
- Eddy Mitchell
- Adamo
- Alain De Greef
- Alain Duhamel
- Alan Stivell
- Anna Karina
- Anne Sinclair
- Annie Cordy
- Antoine
- Antoine de Caunes
- Axel Bauer
- Béatrice Dalle
- Bernie Bonvoisin
- Carlos
- Christian Fechner
- Claire Chazal
- Dave
- Dick Rivers
- Dominique Farrugia
- Enrico Macias
- Éric Charden
- Étienne Mougeotte,
- François Hadji-Lazaro
- François Jouffa
- Françoise Hardy
- Frank Margerin
- Georges Lautner
- Gérard Rinaldi
- Gotlib
- Guillaume Durand
- Henri Leproux
- Hervé Vilard
- Hugues Aufray
- Jacques Dutronc
- Jacques Séguéla
- Jean Peigné (Europe 1)
- Jean-Bernard Hebey
- Jean-Charles Tacchella
- Jean-Jacques Debout
- Jean-Loup Lafont
- Jean-Marie Périer
- Jean-Pierre Foucault
- JoeyStarr
- Jules-Édouard Moustic
- Lafesse
- Laurent Gerra
- Line Renaud
- Louis Bertignac
- Luis Rego
- MC Solaar
- Menie Grégoire
- Michel Delpech
- Michel Serrault
- Mylène Demongeot
- Nagui
- Nathalie Baye
- Orlando
- Pascal Légitimus
- Pascal Nègre
- Patrick Brion
- Patrick Bruel
- Petula Clark
- Philippe Bouvard
- Pierre Dumayet
- Pierre Richard
- Roger Gicquel
- Roger Hanin
- Sacha Distel
- Serge Moati
- Thierry Ardisson
- Ticky Holgado
- Zouzou

## Une suite en préparation?
En juillet 2007, interrogés par Télé-7 jours, Pierre Lescure et Dominique Besnehard ont évoqué un projet de suite, Graffiti 2000. En 2016, Dominique Besnehard ajoutait : « Graffiti est un très bon souvenir. D’ailleurs, on n’a pas fait les années 2000, il faudrait y penser ! ».